# Una flor en el barro
Una flor en el barro es una película dramática argentina de 2023 dirigida por Nicolás Tuozzo. Narra la historia de un docente que descubre una estudiante superdotada en una escuela primaria de escasos recursos. Está protagonizada por Nicolás Francella y Lola Carelli. La película se estrenó el 28 de septiembre de 2023.

## Sinopsis
Francisco es una maestro que llega a una escuela primaria de bajos recursos, donde asiste Sofía, una niña de 8 años que demuestra un talento para resolver problemas de matemática complejos, que son muy avanzados para su edad. A partir de esto, Francisco intentará buscar un nuevo colegio para que Sofía desarrolle todo su potencial, aunque el camino para lograrlo se vuelve complicado.

## Elenco
- Nicolás Francella como Francisco Cardoso
- Lola Carelli como Sofía Hernández
- Enrique Dumont como Luis Hernández
- Valentina Bassi como Clara
- Cumelén Sanz como Julia
- Alejo García Pintos como Director del Instituto Milenium
- Diego Castro como Secretario de educación
- Soledad García como Nora
- Eugenia Alonso como Directora
- Ana María Castel como Doña Lela
- Charley Rappaport como Acopiador

## Recepción

### Comentarios de la crítica
La película recibió críticas positivas por parte de la prensa. Milagros Amondaray de La Nación señaló la interpretación de Francella como «correcta» y que «la construcción del personaje de Sofía está muy bien logrado». Rodolfo Bella de La Capital elogió la actuación de Lola Carelli, afirmando que es «el gran activo» de la película por su capacidad de «reflejar con un gesto y una mirada la vulnerabilidad, frustración, perspicacia, miedo, alegría, afecto, entusiasmo, sorpresa y todo el tobogán de emociones que es capaz de experimentar un niño sin filtro y sin perder la inocencia».
En una reseña para la revista Noticias, Leonardo D'Espósito escribió que «la historia no es precisamente original, sin embargo, funciona (y bien) porque en lugar de bajar línea constantemente se preocupa por lo que viven y sienten sus protagonistas». Mex Faliero de Funcinema alegó que «Una flor en el barro sale bastante airosa» porque construye su relato acertadamente, aunque por momentos cae en «lugares comunes y en reflexiones cercanas en su linealidad».